# 데이브 존
데이브 존(1954년 10월 2일 ~)은 미국의 야구 지도자다. 1975년부터 1981년까지 마이너리그에서 선수생활을 한 바 있다.